# Kevin Spacey
Kevin Spacey Fowler (født 26. juli 1959) er en amerikansk film- og teaterskuespiller, og teaterinstruktør.
Han har fået henholdsvis en Oscar for bedste mandlige birolle og bedste mandlige hovedrolle for sine roller i filmene The Usual Suspects (1995) og American Beauty (1999). Han har også medvirket i Giv det videre, Beyond the Sea og som Lex Luthor i Superman Returns.
Han modtog i 1991 en Tony Award for sin rolle som Louie i skuespillet Lost in Yonkers og i 1999 fik Spacey en stjerne på Hollywood Walk of Fame.
Fra 2017 har Spacey været anklaget for seksuelle krænkelser begået fra 1980'erne og frem. Pga. anklagerne blev Spacey fjernet fra den sidste sæson af House of Cards og fjernet fra flere film. Han blev i sagen om seksuelle krænkelser begået mod Anthony Rapp frikendt ved retten i New York i oktober 2022 og retten i London juli 2023 for krænkelser, der blandt andet skulle være begået, mens han var kunstnerisk chef for Old Vic-teatret mellem 2004 og 2015.

## Udvalgt filmografi
- Henry & June (1990)
- The Usual Suspects (1995)
- Se7en (1995)
- A Time to Kill (1997)
- L.A. Confidential (1997)
- American Beauty (1999)
- Giv det videre (2000)
- The Shipping News (2001)
- Beyond the Sea (2004)
- Superman Returns (2006)
- Moon (2009)
- De satans chefer (2011)
- Baby Driver (2017)

### Tv-serier
- Wiseguy (1988)
- House of Cards (2013-)